# Montegiardino
Montegiardino é um município de San Marino. É a menos populosa das 9 comunas ou "castelli" de São Marino, tendo uma população de cerca de 983 habitantes (outubro de 2020),e também com a menor área territorial, com 3,31 quilômetros quadrados.
É a sede da Universidade da República de San Marino, a única universidade do país.

## Dados
- População (2020): 983habitantes.
- Área: 3,31 km²
- Densidade demográfica: 296,98 h/km²
- Capital: Montegiardino